# Cher Constantine
Cher Constantine es una actriz y productora de cine mexicana, reconocida por interpretar papeles en la década de 2010 en series como Amor sin reserva, Amores con trampa, La vecina, Rosario Tijeras y Amar a muerte, y por producir el filme de terror Presencias en 2022.

## Carrera
Constantine inició su carrera en el cine mexicano a comienzos de la década de 2010, con apariciones en filmes como Los hijos de Don Gregorio, Con mis propias manos, Entropía de un hombre ordinario, Perros rabiosos y Mujeres infieles 4. Logró popularidad en su país al interpretar el personaje principal de Viviana Mendoza en la serie de televisión Amor sin reserva en 2014. Otras series de televisión en las que figuró en la década son Amores con trampa, Esta historia me suena, La vecina, Rosario Tijeras y Amar a muerte.
Luego de desempeñarse como productora ejecutiva del cortometraje Re-Versión, en 2022 produjo la película de terror Presencias, dirigida por Luis Mandoki y protagonizada por Yalitza Aparicio, Alberto Ammann y Marco Treviño.

## Filmografía destacada

### Como actriz
- 2013 - Muñecas ciegas
- 2013 - Los hijos de Don Gregorio
- 2014 - Amor sin reserva
- 2014 - La estructura
- 2014 - El buen ejemplo
- 2014 - Los Panchitos 2
- 2015 - Amores con trampa
- 2015 - La vecina
- 2015 - Entropía de un hombre ordinario
- 2015 - Con mis propias manos
- 2015 - Mi padrino es el diablo
- 2015 - La mejor oferta
- 2015 - Perras de barrio
- 2016 - Antes muerta que Lichita
- 2016 - Rosario Tijeras
- 2016 - Perros rabiosos
- 2016 - Cuidando la plaza
- 2016 - Mujeres infieles 4
- 2017 - Enamorándome de Ramón
- 2017 - Sacaste boleto
- 2018 - Amar a muerte
- 2019 - Re-Versión
- 2019 - Mafia nueva
- 2020 - Mueñas rotas
- 2021 - Esta historia me suena
- 2021 - La rosa de Guadalupe
- 2021 - Siete semanas
- 2022 - Presencias

### Como productora
- 2019 - Re-Versión
- 2022 - Presencias